# William Kelley
William Kelley (Staten Island, 27 maggio 1929 – Bishop, 3 febbraio 2003) è stato uno sceneggiatore statunitense.

## Biografia

### Carriera
Da giovane studiò per il sacerdozio, ma in seguito si dedicò alla letteratura all'università, ottenendo buoni risultati. Nel 1955 alla Brown University riuscì a prendere un dottorato in Letteratura Inglese. Nel 1957, alla Harvard University conseguì un Master of Arts in Letteratura Irlandese.
Ha inoltre lavorato come redattore per le case editrici, McGraw-Hill, Simon & Schuster e Doubleday.

### Vita privata
Nel 1954 si sposò con Nina Kelley, dalla quale ebbe due figlie: Maura e Shaun. William rimase con Nina fino alla sua morte, avvenuta il 3 febbraio 2003 per cancro.

## Filmografia
- Route 66 (1964, 1 episodio)
- Polvere di stelle (Bob Hope Presents the Chrysler Theatre) (1967, 1 episodio)
- Judd for the Defense (1968-89, 4 episodi)
- Colombo (1972, 1 episodio)
- Bonanza (1972, 1 episodio)
- Storie del vecchio west (Gunsmoke) (1969-72, 9 episodi)
- Petrocelli (1974)
- Kung Ku (1973-75)
- Three for the Road (1975, 1 episodio)
- Alla conquista del West (How the West Was Won) (1977)
- The Oregon Trail (1977, 1 episodio)
- How the West Was Won (1978, 3 episodi)
- The Winds of Kitty Hawk (1978)
- Hazzard (The Tales of Hazzard) (1979, 1 episodio)
- Enos (1980, 1 episodio)
- Fantasilandia (Fantasy Island) (1982, 1 episodio)
- Ostaggio per il demonio (The Demon Murder Case) (1983)
- T.J. Hooker (1984, 1 episodio)
- Witness - Il testimone (Witness) (1985)
- The Blue Lightning (1986)